# Lukas Foss
Lukas Foss (Berlino, 15 agosto 1922 – Manhattan, 1º febbraio 2009) è stato un compositore, pianista e direttore d'orchestra statunitense, di origini tedesche.
A quindici anni si trasferì negli Stati Uniti, dove compie gli studi cominciati a Parigi. Fu allievo di Paul Hindemith. Vinse molti riconoscimenti, grazie alle sue doti di compositore, pianista e direttore d'orchestra. Compose musica da camera, opere liriche e balletti. Fu pianista della Boston Symphony Orchestra, diresse l'Orchestra Sinfonica di Gerusalemme (1972–76) e ottenne la cattedra di composizione all'Università della California - Los Angeles.

## Opere
- The Prairie 1942
- The gift of the Magi 1945
- The jumping frog of the Calaveras county 1950
- Griffelkin (opera televisiva 1955
- Echoi per pianoforte, violoncello, clarinetto e percussioni 1961-1963
- Folksong per orchestra 1976
- Quintetto per 5 gruppi orchestrali 1979